# 유비의 입촉
유비의 입촉(劉備-入蜀)은 212년 ~ 214년 5월까지 유비가 익주 자사 유장을 공격해 벌어진 전쟁이다. 그 결과 유비는 유장을 무찌르고 유장의 세력을 흡수해 훗날 촉한의 기틀을 마련한다.

## 삼국지연의의 묘사

### 원인

#### 연의
211년에 조조가 동관 전투에서 마초를 무찌르자 위험을 느낀 한중 태수 장로가 익주를 손에 넣으려고 20년 넘게 익주를 다스리던 익주 자사 유장을 공격한다. 이에 유장은 부하 장송을 보내 유비에게 도움을 청하고 장송은 유비에게 익주를 다스리라고 한다. 그리고 장송은 유비를 끌어들이기 위한 계책을 세운다.
유장은 유비를 받아들이는 데 찬성하지만 신하 왕루는 자살까지 하면서 끝까지 반대한다. 하지만 유비는 방통, 황충, 위연 등 부하 장수와 병사 5만 명을 이끌고 익주로 향하고 유장은 성도에서 360리 떨어진 부성에서 유비를 마중나온다.
하지만 유비와 유장의 친선 관계도 잠시 유비와 유장의 관계가 악화되고 장송이 형 장숙에 의해 유비를 돕는 사실이 발각되어 처형되자 유비와 유장은 전쟁을 시작한다.

#### 정사
유비가 방통, 황충, 위연 등 그가 기반을 잡았을 때 얻은 인물들 위주로 익주 평정을 나선 건 당시 형주가 항상 호시탐탐 노려지는 지역이라는 특성을 감안해 핵심 인물들을 남긴 것과 익주 정벌의 중요성에 비해 난이도는 높지 않다고 여겨 후세대 양성 의도를 겸해 방통과 황충, 위연을 데리고 간 것으로 여겨진다. 실제로 유비가 서천으로 떠난 이후 조조가 다시 형주를 노렸고, 악진의 선공으로 인해 청니대치가 발발하였다. 처음에는 관우, 장비, 제갈량, 조운 등이 청니대치를 통해 악진과 대립하였으나 이후 유비의 익주 정벌을 지원하기 위해 장비, 제갈량, 조운이 대치 도중 각자 군사를 이끌고 익주로 떠났기에 홀로 형주를 지키게 된 관우는 모든 형주 전선에서 악진과 문빙 등에게 패하였지만 악전고투를 펼치며 홀로 형주를 지켜냈다.

### 부수관 전투
유장은 유비와의 관계가 악화되자 군량을 보내달라는 유비의 요청을 형식적으로만 응하고 오히려 군사 1만 명을 보내 부수관의 수비를 다져놓는다. 이것이 유비의 분노를 사 유비는 방통에게 부수관 공략을 명하고 서천 정벌에 나선다.
방통은 계책을 써서 형주로 돌아간다는 핑계로 부수관의 장수들을 성 밖에 끌어내 생포하고 유봉과 관평을 시켜 유장의 명을 받아 유비를 암살하려했던 장수 백수도독 양회와 고패를 처형한다(유비에게 정당성을 주기위한 연의에 허구다). 이렇게 쉽게 부수관을 함락시켜 결국 아군과 적군 한 사람의 희생도 없이 부수관을 점령한다.

### 낙성 전투

#### 연의
부수관은 점령한 유비군은 5만 명의 군사를 이끌고 다음 익주의 요충지 낙성을 공격한다. 이에 유장은 유괴, 냉포, 등현, 장임 네 장수와 수비병 5만 명을 보내 낙성을 지키도록 한다. 유장은 영채를 두 곳에 세워 유비를 막으려하고 유비는 황충과 위연 두 장수에게 영채를 공격하라 명한다. 하지만 그날 밤 위연이 황충보다 먼저 등현과 냉포의 영채를 공격하고 위연은 적들에게 발각되어 공격을 당한다.
유장의 부하 등현이 위연을 죽이려 하지만 황충의 화살을 맞고 전사한다. 이에 놀란 유장은 아들 유순과 외숙 오의, 부하 오란과 뇌동에게 지원군 2만 명을 주어 보냈다.
한편 유비는 부하 맹달의 추천으로 곽준을 등용해 맹달과 함께 가맹관으로 보낸다. 이에 유장의 부하 냉포가 낮은 땅의 진채를 세운 유비군을 강물로 막아 쓸어버리려는 작전을 세웠으나 팽양이라는 선비에 의해 발각되어 위연에 의해 죽임을 당한다.
낙성 공략 전 제갈량이 불길한 천문을 읽고 방통에게 편지를 보내지만 방통을 이를 무시한다. 방통은 백마를 타고 낙봉파라는 계곡을 지나다가 그곳에 매복한 유장의 부하 장임의 기습 공격을 받고 더욱이 그가 탄 말이 백마라 눈에 띄어 집중 공격을 받고 전사한다.
이에 유비는 제갈량에게 구원을 청하고 제갈량은 형주를 관우에게 맡기고 장비와 함께 출병한다. 제갈량은 1만 5000명의 군사를 이끌고 출정하고 장비는 간옹, 장완 등과 함께 군사 1만 명을 거느리고 파군 전투에서 엄안을 항복시키고 엄안의 도움으로 수월하게 여러 성들을 항복시킨다.
그러나 한편 유비는 낙성 공격 중 장임, 오란, 뇌동의 반격으로 위기에 처하지만 장비의 도움으로 벗어난다.
장비는 오의와 유괴를 물리치고 황충과 위연도 구해내었고 유장의 부하 오란과 뇌동은 항복했으며 오의도 장비에게 사로잡혀 항복하고 만다. 이어 제갈량과 조운까지 합류하자 다시 공격 준비를 한다. 이에 유장은 부하 탁응과 장익을 보내 장익은 유괴와 함께 성을 지키고 탁응은 장임과 함께 유비군을 공격하기로 한다.
제갈량은 먼저 유장의 장수 장임을 사로잡기 위해 장임을 강 넌거로 유인한 뒤 다리를 끊어 적군의 퇴로를 막고 동시에 위연, 황충, 조운의 군사들이 협공을 한다. 장임은 곧바로 도망갔으나 장비에게 퇴로가 막혀 사로잡히고 탁응은 결국 조운에게 투항하고 만다.
장임은 끝까지 항복을 거부하다가 제갈량에게 처형당하고 유비군은 낙성으로 곧장 진격한다. 유비군이 낙성에 다다르자 낙성을 지키던 유장의 부하 유괴는 부하 장익에게 살해당하고 장익은 성문을 열려 유비군에게 항복하여 낙성을 함락시킨다.

#### 정사
실제로 214년 봄에 제갈량, 장비, 조운이 서천에 도착했을 때는 장임은 이미 유비와 방통에게 사로잡혀 죽은 상태였다. 유비군이 낙성을 포위한지 근 1년이 되었을 무렵인 214년 여름에 방통이 직접 군세를 이끌고 낙성에 대한 포위 공격을 감행하다 유시(눈 먼 화살)에 맞고 전사한다.
죽었을 때의 방통, 장임의 모습이 연의와 정사 크게 다르지 않다. 단, 방통이 연의에서처럼 무수히 화살을 맞아 고슴도치꼴이 되지 않으며 낙봉파 전설과 장임이 방통을 사살한 사실 모두 소설 삼국지연의의 저자 나관중이 창작한 허구이다.
왜냐하면 실제 중국 사천성에 '낙봉파'라는 지명은 존재하지 않았는데 명대 이후부터 나관중의 소설 삼국지연의의 영향을 받아 후대 사람들이 사천성 덕양현 나강진 부근 험요한 지점에 낙봉파라는 허구 지명을 만들었고 그것이 오늘날까지 서천 사람들을 먹여살리는 가짜 관광지로 존속하고 있다.
그리고 중국 정사서 자치통감 등의 기록에 의하면 장임은 오히려 방통보다도 약 1년 먼저 죽었다.
참고로 백마관 관광지에 포함된 낙봉파와 마찬가지로 가맹관(소화고성) 앞에 있는 장비와 마초의 싸움터, 관색과 호삼랑의 묘 역시 가짜이며 중국 삼국시대 당시에 실존하지 않았던 유적들이다.
그리고 제갈량, 장비, 조운은 유비와 합류하는 과정에서 익주 주변 지역을 평정하고 있었기 때문에 낙성 전투에 참가하지 못했다. 즉, 낙성과 면죽까지 익주 내부의 요충지 대부분은 유비와 방통이 자력으로 함락시킨 것이다. 제갈량이 구원차 낙성 앞에 주둔한 유비군과 합류하여 장임을 사로잡고 낙성을 함락시킨 사실 모두 원대 잡극인 삼국지평화 이후부터 제갈량의 공적을 과대포장하기 위해 만들어진 허구이다. 실제 유비 본대와 제갈량 등의 호응군이 합류한 지점은 성도 인근이다. 이 무렵 마초, 마대가 몰래 유비에게 귀순했다.
유비가 방통이 아직 살아있었을 때 제갈량, 장비, 조운 등을 부른 까닭은 그 해 봄, 낙성 전투의 전황이 긴박한데다 유장이 또 군대를 풀어 가맹관을 에워싸고 적과 대치하고 있는 유비의 등 뒤를 공격할 조짐이 보인다는 정보를 입수했기 때문이었다. 당시 유비는 동부전선에서의 방위 능력이 취약한 처지였으므로 동쪽으로부터 유장의 요격까지 받을 경우, 서천과 형주의 연결선이 끊어져 '독 안에 든 쥐 꼴' 이 되지 않을까 우려하고 있던 터였다.
그리하여 부랴부랴 제갈량을 필두로 한 형주 호응군을 서천으로 불러들이는 한편, 최대한 빠른 시간 안에 익주를 점거하여 최고사령부를 서천 내부 분지에 세운다는 전략을 결정한 상태였다. 이런 연유로 제갈량을 급히 서천으로 들어오게 한 것인데, 이는 신속하게 익주를 점거하기 위한 필수 조건이었다.

### 파군 전투
유비의 지원 요청을 받은 제갈량은 장비에게 1만 명의 군사를 주어 파군을 공략하게 한다. 당시 파군 태수 엄안은 익주의 노장으로 장비를 지치게 하기 위해 일부러 성 밖으로 오랫동안 나오지 않는다. 이에 장비는 계책을 써서 밤에 몰래 군사를 후퇴시키고 엄안을 끌어내 사로잡는다. 장비는 사로잡힌 엄안을 설득하여 투항하게 하고 곧장 낙성으로 간다.

### 면죽관 전투
낙성을 함락시킨 유비는 조운, 장익, 오의를 보내 외수의 강양, 건위, 일대를 무마하고 장비, 엄안, 탁응을 보내 파서와 덕양 일대를 무마하게 한다. 그리고는 한편 성도로 향하는 전략적 요충지인 면죽관을 함락시킬 준비를 한다.
한편 유장도 성도로 도주한 아들 유순에 의해 낙성이 함락됐음을 알고 처남 비관과 부하 이엄에게 군사 3만 명을 주어 면죽관을 지키게 한다. 그리고 익주 태수 동화는 부하 황권을 보내 한중 태수 장로에게 구원을 요청하고 장로는 염포의 반대를 물리치고 양백을 감군으로 삼고 의탁하던 마초와 마대에게 군사 2만 명을 주어 서촉으로 보낸다.
한편 면죽관을 지키던 비관은 유비군이 오자 부하 이엄에게 군사 3000명을 주어 싸우라 명했으나 제갈량의 계략에 말려 들어 황충에게 군사를 모두 잃고 항복해버린다. 비관도 항복한 이엄에게 설득되어 결국 면죽관의 성문을 열고 항복하면서 면죽관은 함락된다.

### 가맹관 전투
한편 한중 태수 장로의 명령으로 군사 2만 명을 이끌던 마초는 가맹관에서 그곳을 지키던 유비의 부하 맹달과 곽준을 맹렬히 공격한다. 이에 유비는 조운과 위연에게 군사 500명을 주어 가맹관으로 향할 것을 지시하고 유비와 장비도 뒤따라 가맹관으로 향한다.
가맹관 근처에서 위연이 마초의 사촌 마대와 승부를 겨루지만 무승부로 끝나고 다음 날 장비가 마대를 물리치고 마초와 승부를 겨룬다. 하지만 둘의 승부는 100합이 지나도 나지 않고 제갈량이 도착해 마초를 유비 쪽으로 끌어오기 위해 장로의 참모 양송에게 뇌물을 써서 장로와 마초의 사이를 갈라놓는 데 성공한다.
마초는 한중으로 돌아가려 했으나 장로는 동생 장위를 시켜 중요한 길목을 막아 마초의 입성을 거부한다. 진퇴양난에 빠진 마초는 결국 유비에게 항복했던 유장의 부하 이회에게 설득되어 양백을 죽이고 유비에게 투항한다.
마초가 투항하자 유비가 친히 나가 맞아들이고 사자 손건과 조운, 황충 등도 면죽관으로 합류한다. 이에 유장의 부하 유준과 마한이 군사를 거느리고 면죽관을 공격하지만 조운에게 단칼에 목이 베이고 패배한다.

## 결과 및 영향
마초는 모든 군사를 이끌고 성도성 바로 앞까지 진격해 유장에게 항복으로 요구한다. 이에 익주 태수 동화와 황권, 유파가 반대하지만 촉군 태수 허정이 항복하고 초주에게 설득되어 결국 유장은 유비에게 항복을 하고 유비는 익주를 손에 넣는다.
유비는 유장을 진위장군으로 보내 형주 남군의 공안 땅으로 보내고 유비는 스스로 익주 자사가 되어 엄안을 전장군으로 삼고 동화를 장군중랑장으로, 법정은 촉군 태수로, 허정을 좌장군장사로, 방의를 영중사마로, 유파를 좌장군으로, 황권을 우장군으로 삼았다.
이외에 항복한 오의, 비관, 팽양, 탁응, 이엄, 오란, 뇌동, 이회, 장익, 진복, 초주, 여의, 곽준, 등지, 양홍, 주군, 비의, 비시, 맹달과 문무관원 60명을 모두 발탁해 기용하고 제갈량을 군사로, 관우를 탕구장군 한수정후, 장비를 정로장군 신정후, 조운을 진원장군, 황충을 정서장군, 위연을 양무장군, 마초를 평서장군으로 봉했다.
그밖에 손건, 간옹, 미축, 미방, 유봉, 오반, 관평, 주창, 요화, 마량, 마속, 장완, 이적 등의 신하와 형주와 양양 지역의 모든 일반 문무관원들까지 벼슬을 올려주고 상을 내렸고 사자를 시켜 관우에게 황금 500근, 은 1000근, 전 5000만과 서촉에서 나는 비단 1000필을 보냈다. 이리하여 유비는 익주를 완전히 평정하고 제갈량을 시켜 법과 제도를 정비하게 하였다.